# 狩野探信 (守政)
狩野 探信（かのう たんしん、承応2年（1653年） - 享保3年10月4日（1718年10月27日））は、日本の江戸時代中期に活躍した狩野派（江戸狩野）の絵師。狩野探幽の三男で、江戸幕府御用絵師の鍛冶橋狩野家の2代目。弟に探雪。妻は狩野常信の娘、子に探船、探常。

## 略伝
幼名は千（仙）千代。諱は守政、通称は図書。探信は号で、別号に忠淵。探幽には既に2人の男子がいたが、いずれも跡継ぎには相応しくなかった。先妻から生まれた長男の五右衛門は勘当され（詳細不明）、八王子で正徳年間に死去。妾を母とする次男の道信は、作品も知られるが早世した。探信・探雪は晩年後妻晩から生まれた子であるため、探幽に可愛がられたと言われる。探信4歳と5歳の絵に、探幽が識語や自身の絵を添えた作品が現存している。反面、すでに探幽の養子となっていた狩野益信は別家を余儀なくされている。万治元年（1658年）6歳で、4代将軍徳川家綱に御目見えして御前揮毫。探幽の知行200石を弟と半分ずつ分知され、探幽没した翌年の延宝3年（1675年）に跡を継ぐ。狩野常信・狩野主信らと幕府の御用を多く勤め、晩年の正徳5年（1715年）に法眼に叙される。享年66。墓は池上本門寺。
いとこにあたる常信の娘との間に生まれた長男探船が跡を継いだが1728年に43歳で亡くなったため、次男の探常が4代目となっている。しかし、弟の探雪とその子で甥の狩野探牛が相次いで亡くなり、知行は取り上げられてしまう。このため他の奥絵師家に比べ知行高で劣る鍛冶橋狩野家の家運は衰え、同名の7代目狩野探信守道とその弟子沖一峨以外に名手が出ることはなかった。なお、娘は儒学者の荻生北渓に嫁いでいるが、19歳で亡くなっている。

## 作品
| 作品名                               | 技法         | 形状・員数 | 寸法（縦x横cm）   | 所有者             | 年代                         | 落款・印章                                  | 備考                                                        |
| ------------------------------------ | ------------ | ---------- | ----------------- | ------------------ | ---------------------------- | ------------------------------------------- | ----------------------------------------------------------- |
| 井手の玉川・佐野渡図屏風             | 紙本著色     | 六曲一双   | 152.7x359.4（各） | 静岡県立美術館     |                              |                                             |                                                             |
| 井手玉川図屏風                       | 紙本金地著色 | 六曲一双   | 141.5x354.0（各） | 個人               |                              | 両席端に款記「狩野探信筆」/「忠淵」白文方印 | 裏面は同筆の「墨竹図」（款記「探信筆」/判読不能白文方印）。 |
| 舞楽図屏風                           |              | 六曲一隻   |                   | 随心院             |                              |                                             |                                                             |
| 花車図屏風                           | 紙本金地著色 | 六曲一双   | 124x264（各）     | 個人               |                              | 各隻に款記「探信筆」                        |                                                             |
| 俊成卿九十賀絵巻                     |              |            |                   | 仁和寺             |                              |                                             |                                                             |
| 花鳥図屏風                           | 紙本金地著色 | 六曲一双   |                   | 慈受院             |                              | 各隻に款記「狩野探信筆」                    |                                                             |
| 順徳院御製名所和歌二十首図巻         | 絹本著色     | 2巻        | 32.3x525.8（各）  | 大阪青山短期大学   | 1701年-03年（元禄14-16年）頃 | 款記「狩野探信筆」                          |                                                             |
| 東方朔・山水図                       |              |            |                   | 小倉城庭園         |                              | 款記「探信筆」                              |                                                             |
| 水墨画巻                             | 紙本墨画     | 1巻        | 27.0x             | 松井文庫           |                              | 款記「探信筆」                              |                                                             |
| 山水・花鳥・人物                     | 絹本著色     | 1帖全50図  | 29.0x36.5（各）   | 松岡美術館         |                              | 款記「探信筆」                              |                                                             |
| 東方朔・松薔薇に鶴・竹梅に鶴図       | 絹本著色     | 3幅対      | 130.3x66.8（各）  | 三の丸尚蔵館       |                              | 各幅に款記「狩野探信筆」                    |                                                             |
| 寿老白鹿図・雪中叭々鳥図・猿猴探月図 |              | 3幅対      |                   | 白鹿記念酒造博物館 |                              |                                             |                                                             |
| 武田信玄画像                         | 絹本著色     | 1幅        | 99.5x33.0         | 大泉寺 (甲府市)    | 1715年（正徳5年）            | 款記「狩野探信筆」/方印・壺印               |                                                             |
| 群仙図屏風                           |              |            |                   | ギメ東洋美術館     |                              |                                             |                                                             |
| 四季花鳥図巻                         | 絹本著色     | 2巻        | 38.3x529.1        | ボストン美術館     |                              | 款記「狩野探信筆」                          |                                                             |
| 四季山水図                           | 絹本著色     | 双幅       | 107x50.7          | ボストン美術館     |                              | 款記「探信筆」                              |                                                             |
| 白梅に鳩図                           | 絹本著色     | 1幅        | 230.0x82.2        | ボストン美術館     |                              | 款記「狩野探信筆」                          |                                                             |
| 李白観瀑図                           | 絹本著色     | 1幅        | 230.0x82.2        | ボストン美術館     |                              | 款記「狩野探信筆」                          |                                                             |
| 海棠に尾長図                         | 絹本著色     | 1幅        | 230.0x82.2        | ボストン美術館     |                              | 款記「狩野探信筆」                          |                                                             |
| 七福神図                             | 絹本著色     | 1幅        | 40.9x83.7         | ボストン美術館     |                              | 款記「探信筆」                              |                                                             |
| 桐鳳凰図屏風                         | 絹本著色     | 六曲一双   |                   | ミネアポリス美術館 | 17世紀初期                   | 款記「狩野探信筆」                          |                                                             |
| 牧馬図屏風                           |              | 六曲一双   |                   | 永青文庫           | 法眼期                       |                                             |                                                             |